# Gravitas
Albums de Talib Kweli
Prisoner of Conscious
(2013) Fuck the Money
(2015)
Gravitas est le septième album studio de Talib Kweli, sorti le 15 décembre 2013, uniquement en téléchargement sur le site officiel du rappeur. Il sort sous forme physique en disque compact le 18 février 2014 aux États-Unis.
L'album, qui a reçu globalement des critiques positives, le site Metacritic lui attribuant la note de 73 sur 100, s'est classé 114e au Billboard 200.

## Liste des titres
| No  | Titre                                                                                    | Contient un (des) sample(s) de                   | Durée |
| --- | ---------------------------------------------------------------------------------------- | ------------------------------------------------ | ----- |
| 1.  | Inner Monologue (Produit par Khrysis)                                                    |                                                  | 3:47  |
| 2.  | Demonology (featuring Gary Clark Jr. – Produit par Lord Quest)                           | Two Hearts Combine d'Adrian Young et Venice Dawn | 3:55  |
| 3.  | State of Grace (featuring Abby Dobson – Produit par Lord Quest)                          |                                                  | 5:54  |
| 4.  | Violations (featuring Raekwon – Produit par Thaddeus Dixon)                              | Little Miss Lover de Jimi Hendrix                | 3:37  |
| 5.  | Rare Portraits (Produit par Oh No)                                                       |                                                  | 3:50  |
| 6.  | New Leaders (featuring The Underachievers – Produit par Statik Selektah)                 |                                                  | 5:06  |
| 7.  | The Wormhole (Produit par Oh No)                                                         |                                                  | 4:10  |
| 8.  | What's Real (featuring Res – Produit par Rich Kidd)                                      |                                                  | 4:27  |
| 9.  | Art Imitates Life (featuring Black Thought, Rah Digga et ALBe. Back – Produit par Oh No) |                                                  | 3:47  |
| 10. | Lover's Peak (Produit par 6th Sense)                                                     |                                                  | 1:59  |
| 11. | Colors of You (featuring Mike Posner – Produit par J Dilla)                              | Movement 1 (Soil Festivities) de Vangelis        | 3:26  |

## Historique de sortie
| Pays       | Date             | Format         | Label(s)                         |
| ---------- | ---------------- | -------------- | -------------------------------- |
| États-Unis | 15 décembre 2013 | téléchargement | Javotti Media                    |
| États-Unis | 18 février 2014  | CD             | Javotti Media, Fat Beats Records |